# Michael McDonald (attore)
Michael James McDonald (Fullerton, 31 dicembre 1964) è un attore, comico, regista e sceneggiatore statunitense.

## Biografia
Nato a Fullerton, in California, dopo il college si è laureato in economia, ma dal 1992 al 1997 si è dedicato agli spettacoli comici di improvvisazione dei The Groundlings. Al contempo è stato coinvolto nella scrittura e nella regia di film per Roger Corman.
Negli anni '90 e 2000 appare in diverse serie televisive e in numerosi film, tra cui tutti e tre i film della serie di Austin Powers.
Ha un ruolo da doppiatore nella serie di MTV Clone High (2002-2003) come voce di Gandhi.
Nell'ottobre 2010 la rete TV Showtime ha presentato Michael McDonald: Model Citizen, una tappa dello speciale di cabaret che l'attore ha portato in tournée per gli Stati Uniti.
È stato sceneggiatore, regista e produttore della serie della ABC Cougar Town. 
Nel 1998 si è unito al cast di MADtv, diventando il membro del cast più longevo della storia (10 stagioni). Ha interpretato nei vari sketch personaggi ricorrenti. Dopo 10 stagioni ha lasciato il cast attoriale, ma è rimasto attivo come collaboratore, regista e autore dello show.

## Filmografia parziale

### Attore

#### Cinema
- Bloodfist IV: Rischio di morte (Bloodfist IV: Die Trying), regia di Paul Ziller (1992)
- Bloodfist V - Bersaglio umano (Bloodfist V: Human Target), regia di Jeff Yonis (1994)
- Leprechaun 2, regia di Rodman Flender (1994)
- Carnosaur 2, regia di Louis Morneau (1995)
- Bloodfist VI: Livello zero (Bloodfist VI: Ground Zero), regia di Rick Jacobson (1995)
- Premonizioni (Hideaway), regia di Brett Leonard (1995)
- Bloodfist VII: Caccia all'uomo (Bloodfist VII: Manhunt), regia di Jonathan Winfrey (1995)
- Carnosaur 3: Primal Species, regia di Jonathan Winfrey (1996)
- Austin Powers - Il controspione (Austin Powers: International Man of Mystery), regia di Jay Roach (1997)
- Casper - Un fantasmagorico inizio (Casper: A Spirited Beginning), regia di Sean McNamara (1997)
- Casper e Wendy - Una magica amicizia (Casper Meets Wendy), regia di Sean McNamara (1998)
- Richie Rich e il desiderio di Natale (Richie Rich's Christmas Wish), regia di John Murlowski (1998)
- Austin Powers - La spia che ci provava (Austin Powers: The Spy Who Shagged Me), regia di Jay Roach (1999)
- Slackers, regia di Dewey Nicks (2002)
- Austin Powers in Goldmember, regia di Jay Roach (2002)
- Dickie Roberts - Ex piccola star (Dickie Roberts: Former Child Star), regia di Sam Weisman (2003)
- Corpi da reato (The Heat), regia di Paul Feig (2013)
- Spy, regia di Paul Feig (2015)
- The Boss, regia di Ben Falcone (2016)
- Ghostbusters, regia di Paul Feig (2016)
- Pupazzi senza gloria (The Happytime Murders), regia di Brian Henson (2018)
- Halloween Kills, regia di David Gordon Green (2021)
- La madre della sposa (Mother of the Bride), regia di Mark Waters (2024)

#### Televisione
- La rivincita dei nerds III (Revenge of the Nerds III: The Next Generation) - film TV (1992)
- Otto sotto un tetto (Family Matters) - un episodio (1993)
- La rivincita dei nerds IV (Revenge of the Nerds IV: Nerds in Love) - film TV (1994)
- A Bucket of Blood - film TV (1995)
- Seinfeld - 2 episodi (1995, 1996)
- Più reale della realtà (Virtual Seduction) - film TV (1995)
- Ellen - un episodio (1997)
- Passions - 3 episodi (2001)
- Clone High - 13 episodi, voce (2002-2003)
- Zim Invasore (Invader ZIM) - 4 episodi, voce (2001-2003)
- Settimo cielo (7th Heaven) - 3 episodi (2005-2006)
- MADtv - 238 episodi (1998-2006)
- Scrubs - Medici ai primi ferri (Scrubs) - 6 episodi (2001-2009)
- Rita Rocks - 5 episodi (2009)
- Web Therapy - 6 episodi (2010-2013)
- Web Therapy - 6 episodi (2012-2013)
- Nobodies - 6 episodi (2017-2018)
- A casa dei Loud (The Loud House) - 21 episodi, voce (2016-2022)

### Regista
Cinema
- Due teneri angioletti (The Crazysitter) (1994)

Televisione
- MADtv - 19 episodi (2004-2009)
- Oscuri segreti (A Bucket of Blood) - film TV (1995)
- Scrubs - Medici ai primi ferri (Scrubs) - 5 episodi (2007-2010)
- Cougar Town - 28 episodi (2009-2015)
- Mike & Molly - 21 episodi (2014-2016)
- Nobodies - 23 episodi (2017-2018)
- Papà a tempo pieno (Man with a Plan) - 3 episodi (2019)
- Brooklyn Nine-Nine - 12 episodi (2014-2020)
- God's Favorite Idiot - 6 episodi (2022) - anche produttore di 8 episodi
- Economia domestica (Home Economics) - 3 episodi (2022)

### Sceneggiatore
Cinema
- Revenge of the Red Baron (1994)
- Due teneri angioletti (The Crazysitter) (1994)

Televisione
- Oscuri segreti (A Bucket of Blood) - film TV (1995)
- Alien Avengers - film TV (1996)
- Alien Avengers II - film TV (1997)
- MADtv - 27 episodi (1998-2005)
- Michael McDonald: Model Citizen (2010)
- Cougar Town - 3 episodi (2010-2012)
- Nobodies - 23 episodi (2017-2018)

## Doppiatori italiani
Nelle versioni in italiano delle opere in cui ha recitato, Michael McDonald è stato doppiato da:
- Davide Marzi in Desperate Housewives
- Sergio Lucchetti in Scrubs - Medici ai primi ferri (Mike Davis)
- Luca Dal Fabbro in Scrubs - Medici ai primi ferri (Dott. Toilet)
- Angelo Maggi in Corpi da reato
- Oreste Baldini in Ghostbusters
- Francesco Prando in Pupazzi senza gloria